# Dorobna Wieś
Dorobna Wieś (alt. Drobna Wieś) – zniesiona w 1998 roku wieś, odtąd w granicach Żarnowa w Polsce, w województwie łódzkim, w powiecie opoczyńskim, w gminie Żarnów.
Leży na północnych obrzeżach Żarnowa, wzdłuż ul. Piotrkowskiej; typowa ulicówka.

## Historia
Dorobna Wieś to dawna kolonia. W latach 1867–1954 należała do gminy Topolice w powiecie opoczyńskim, początkowo w guberni kieleckiej, a od 1919 w woj. kieleckim. Tam 4 listopada 1933 weszły w skład gromady o nazwie Dorobna Wieś w gminie Topolice, składającej się z kolonii Dorobna Wieś i wsi Mierzona. 1 kwietnia 1939 wraz z resztą powiatu opoczyńskiego został włączony do woj. łódzkiego.
Podczas II wojny światowej gromadę Dorobna Wieś włączono do Generalnego Gubernatorstwa (dystrykt radomski, powiat tomaszowski), nadal w gminie Topolice. Gromada Dorobna Wieś w 1943 roku liczyła 268 mieszkańców. Po wojnie początkowo w województwie łódzkim, a od 6 lipca 1950 ponownie w województwa kieleckim, jako jedna z 23 gromad gminy Topolice w reaktywowanym powiecie opoczyńskim
W związku z reformą znoszącą gminy jesienią 1954 roku, gromadę Dorobna Wieś włączono do nowo utworzonej gromady Żarnów. 1 stycznia 1956 gromada weszła w skład nowo utworzonego powiatu przysuskiego w tymże województwie, która przetrwała do końca 1972 roku, czyli do kolejnej reformy gminnej.
1 stycznia 1973 Dorobna Wieś weszła w skład nowo utworzonej gminy Żarnów. W latach 1975–1998 należała administracyjnie do województwa piotrkowskiego.
Miejscowość zniesiono 21 grudnia 1998, włączając ją do Żarnowa. Wraz z nadaniem Żarnowowi statusu miasta 1 stycznia 2024 stała się obszarem miejskim.